# Kunst im öffentlichen Raum in Hamburg-Stellingen
Diese Liste von Kunst im öffentlichen Raum in Hamburg-Stellingen enthält dauerhaft aufgestellte Kunstwerke auf dem Gebiet des Stadtteils Stellingen der Freien und Hansestadt Hamburg, die sich im öffentlichen Raum befinden und von anerkannten Künstlern und Künstlerinnen geschaffen wurden. Viele dieser Kunstwerke sind durch das Programm Kunst am Bau (und dessen Folgeprogramme) gefördert oder mit öffentlichen Geldern angekauft worden, dies ist aber keine Voraussetzung für die Aufnahme. Ebenso mögen einige dieser Kunstwerke als Kulturdenkmal geschützt sein, aber auch das ist keine Voraussetzung für die Aufnahme in diese Liste.
Bauschmuck ist im Normalfall im Artikel über das Bauwerk darzustellen, und gehört nicht in diese Liste. Streetart kann Aufnahme in die Liste finden, wenn es zu dem konkreten Kunstwerk eine ausführliche Rezeption in der Kunstwissenschaft gibt und ein enzyklopädischer Artikel über die Streetart-Künstler oder -Künstlerin existiert oder vorstellbar wäre. Denkmäler, die an eine Person oder ein Ereignis erinnern, können in die Liste aufgenommen werden, wenn sie ob ihrer zumeist plastischen Gestaltung als Kunstwerk gelten können. Bei reinen Gedenktafeln ist das normalerweise nicht der Fall.
Basis der Zusammenstellung sind Datensätze der Hamburger Kulturbehörde von 2012 und 2018, eine Veröffentlichung der SAGA GWG von 2008, und verschiedene Veröffentlichungen von Kunsthistorikern zum Thema. Eine abschließende Liste von Literatur kann es nicht geben, jedoch ist für jeden Eintrag in die Liste ein konkreter Verweis auf eine amtliche Liste oder anerkannte Sekundärliteratur erforderlich.
Gestohlene oder zerstörte Kunstwerke, die ehemals in Hamburg-Stellingen aufgestellt waren, sind in einer separaten Liste aufgeführt.

## Legende
- Lage: Nennt die nächstgelegene Straße und, wenn vorhanden und sinnvoll, das nächstgelegene Bauwerk (mit Hausnummer) oder das umgebende Gebiet (z. B. einen Park) und gibt nötigenfalls Hinweise zur genauen Lage. Darunter werden - wenn vorhanden - auch die Geo-Koordinaten und das Wikidata-Logo als Verweis auf das Wikidata-Objekt angegeben. Die Spalte ist nach der Adresse sortierbar.
- Künstler/in: Name des Künstlers oder der Künstlerin, die das Kunstwerk geschaffen haben, verlinkt mit dem Wikipedia-Artikel zur Person. Die Spalte ist nach dem Nachnamen sortierbar.
- Beschreibung: Kurzbeschreibung des Werks, immer zuerst: Werktitel (kursiv), dann möglichst Material, Stil, Größe, Dargestelltes, Art der Förderung
- Jahr: Jahr der Fertigstellung des Kunstwerkes, wenn unbekannt dann das Jahr der Aufstellung. Hier kann nur ein einziges Jahr angegeben werden, kein Zeitraum. Weitere zeitliche Details zur Schaffung des Kunstwerkes (von–bis) können in der Beschreibung angegeben werden.
- Quelle: Kulturbehörde, SAGA, Literatur, jeweils mit Fußnote. Diese Angabe ist für eine Aufnahme in die Liste verpflichtend.
- Bild: Bild des Kunstwerks, mit Link auf Commons-Kategorie wenn vorhanden

Hinweis: Die Grundsortierung der Liste erfolgt nach der Adresse. Die Liste ist alternativ nach Künstler, Werktitel, Datierung oder Quelle sortierbar.

## Liste
| Lage | Künstler                   | Beschreibung | Jahr    | Quelle        | Bild           |  |
| --- | -------------------------- | --- | ------- | ------------- | -------------- |  |
| Eidelstedter Weg 102/104 In den Grünanlagen zwischen Eidelstedter Weg 102a und 104a (Lage)                       | Hans Martin Ruwoldt        | Fischotter Steinskulptur eines aufgerichteten Fischotters auf einer Stele, Ankauf durch die SAGA. | 1953    | Kulturbehörde | weitere Bilder |  |
| Försterweg 16 Grünanlage Försterweg (Lage)                                                                       | Otto Peters                | Mutter und Kind Skulptur aus Muschelkalk, aufgestellt vor dem ehemaligen Gesundheitsamt, dort sind jetzt Arztpraxen, KaB | 1959    | Kulturbehörde | weitere Bilder |  |
| Försterweg 50 Vor Ladenzeile (Lage)                                                                              | Nanette Lehmann            | Rieselbrunnen Stein | 1966    | Zabel         | weitere Bilder |  |
| Försterweg 52 Marktplatz Linse, zwischen Hochhäusern und Ladenzeile (Lage)                                       | Hans-Joachim Frielinghaus  | Sitzelemente mit Tieren Drei Beton-Sitzelemente mit wellenförmiger Oberkante, die auf einen Entlüftungsschacht zulaufen. An den Enden der Sitzelemente sind drei naturalistische Tier-Bronzen angebracht (Schildkröte, Schnecke, Frosch).            | 1981    | Zabel         | weitere Bilder |  |
| Hagenbecks Tierpark Koppelstraße / Ecke Lokstedter Grenzstraße, vor dem Haupteingang                             | Stephan Balkenhol          | Mann auf Giraffe von KB im Rahmen des Programms KiöR gefördert | 2000    | Kulturbehörde | weitere Bilder |  |
| Jugendstraße 11 AWO-Treff Stellingen, vor und hinter dem Haus auf Umfassungsmauer (Lage)                         | Maria Pirwitz              | Katzen Zwei Bronzeskulpturen von Katzen, entworfen von Maria Pirwitz und nach ihrem Tod ausgeführt von Fritz Fleer. Angekauft von der SAGA. | 1985    | Kulturbehörde | weitere Bilder |  |
| Jugendstraße 19 Kindertagesheim                                                                                  | Jörg Möller                | Kinetisches Kreisspiel Kunststoff | 1968    | Zabel         |                |  |
| Koppelstraße 7 Polizeikommissariat 27, vor dem Eingang (Lage)                                                    | Karl-August Ohrt           | Stele Abstrakte Stele aus vier Teilen, entweder aus Stein (Zabel) oder Aluminium-Druckguss (Kunst SH). Anschaffung per „KaB“ | 1977    | Kulturbehörde | weitere Bilder |  |
| Kronsaalsweg 88 Hinter dem Hotel (Lage)                                                                          | Karl Heinz Engelin         | Fächerplastik Die Skulptur ist vor der ehemaligen Kantine des Fernmeldeamtes 4 aufgestellt, seit 2018 „sylc Apartmenthotel“ | 1984    | Kulturbehörde | weitere Bilder |  |
| Molkenbuhrstraße 2 Schule Molkenbuhrstraße, Haupteingang (Lage)                                                  | Barbara Haeger             | Liegende KaB | 1961    | Kulturbehörde | weitere Bilder |  |
| Molkenbuhrstraße 2 Schule Molkenbuhrstraße, Pausenhof Unterstufe (Lage)                                          | Hans Kock                  | Trinkbrunnen Abgedeckte Öffnung, Trinkbrunnen fehlt. (Zuordnung unsicher) Anschaffung per „KaB“ | 1956/62 | Kulturbehörde | weitere Bilder |  |
| Molkenbuhrstraße 2 Schule Molkenbuhrstraße, über ganze Front der beiden Treppenhäuser am 12-Klassen-Trakt (Lage) | Gonn Mosny                 | Zwei Glasfenster KaB | 1958    | Kulturbehörde | weitere Bilder |  |
| Nienredder 13 (Lage)                                                                                             | Ursula von der Schulenburg | Schützende Mutter Bronzeskulptur einer Mutter mit einem KindIn Zabel, S. 51 ist die Anschrift mit Nienredder 6a angegeben, das ist nicht richtig oder nicht mehr aktuell.                                                                            | 1971    | Zabel         | weitere Bilder |  |
| Rahlskamp 10 Grünanlage südlich vor dem Kock-Heim (Lage)                                                         | Ursula von der Schulenburg | Januskopf Bronze eines zweigesichtigen Janus auf einer schlanken Stele | 1978    | Zabel         | weitere Bilder |  |
| Spannskamp 35 Grünanlage zwischen den Wohnhäusern Spannskamp 29 und 35 (Lage)                                    | Kurt Bauer                 | Sibirischer Tiger Bronzeskulptur eines schreitenden Raubtiers auf Steinsockel. Laut Plakette ein sibirischer Tiger, bei Zabel wird die Skulptur als „Schreitender Puma“ bezeichnet.                                                                  | 1965    | Zabel         | weitere Bilder |  |
| Warnstedtstraße 21 Grünanlage rechts vor Hauseingang (Lage)                                                      | Karl August Ohrt           | Schräger Torso Abstrakte Bronze-Skulptur, gut 2 Meter hoch, aufgestellt auf einem Ziegelpodest. | 1968    | Zabel         | weitere Bilder |  |
| Wegenkamp 3 Albrecht-Thaer-Gymnasium, rechts des Haupteingangs (Lage)                                            | Gustav Seitz               | Junges Mädchen Bronze-Skulptur eines sitzenden Mädchens. Das Gebäude des Gymnasiums am Wegenkamp wurde 1968–1970 gebaut, daher kann sich die Datierung 1949 nicht auf die Aufstellung der Skulptur beziehen. Anschaffung im Programm „Kunst am Bau“. | 1949    | Kulturbehörde | weitere Bilder |  |
| Wegenkamp 9 Schule Wegenkamp (Lage)                                                                              | Roland Ayck                | Objekt bei den Eichen KaB | 1979    | Kulturbehörde | weitere Bilder |  |
| Wittenmoor 10 Grünanlage vor dem Gebäude (Lage)                                                                  | Andreas Nowack             | Sonnenuhr aus Bronze mit Polstab und zylindrischem Zifferblatt, am Fuß der Sonnenuhr sind vier stilisierte Pferde angebracht. | 1968    | Zabel         | weitere Bilder |  |